# مانويل موراتو
مانويل موراتو هو سياسي فلبيني، ولد في 17 نوفمبر 1933 في الفلبين.